# Arthur Percival
Arthur Ernest Percival, född 26 december 1887 i Aspenden, Hertfordshire, död 31 januari 1966 i Westminster, London, var en brittisk arméofficer, generallöjtnant och veteran från första världskriget. Han byggde en framgångsrik militärkarriär under mellankrigstiden men är mest känd för sina insatser i andra världskriget då han som befälhavare ledde Samväldets trupper under de misslyckade slagen om Malackahalvön och det efterföljande om Singapore.
Percivals kapitulation till den invaderande Kejserliga japanska arméns trupper är den största kapitulationen i Storbritanniens militärhistoria och underminerade Storbritanniens anseende som imperiestormakt i Fjärran Östern för gott. Efter kapitulationen fick Percival ta emot hård kritik för att ha gett upp alltför enkelt. Han ansågs ha spridit ut sina styrkor för mycket och dragit felaktiga slutsatser om var den japanska landstigningen skulle äga rum. Andra teorier nämner dock mångårig underfinansiering av det malaysiska försvaret och Samväldets oerfarna och dåligt rustade armé som orsaker och förbättrar därmed bilden av Percival som befälhavare.

## Tidigt liv

### Barndom och sysselsättning
Arthur Ernest Percival föddes 1887 på Aspenden Lodge i Aspenden i närheten av Buntingford, Hertfordshire, England. Han var andre son till Alfred Reginald och Edith Percival, född Miller. Fadern var fastighetsmäklare hos Hamel's Park Estate och hans mor kom från en familj med bomullsproducenter i Lancashire.
Percival började sin skolgång i Bengeo. Tillsammans med sin studiemässigt mer framgångsrike bror sändes han 1901 till skolan i Rugby där han var inackorderad i skolans internat. Han var en medelmåttig elev som bland annat studerade grekiska och latin men hans lärare ansåg inte att han hade fallenhet för dessa ämnen. Percivals enda merit när han slutade skolan 1906 var en studentexamen. Då var han betydligt mer framgångsrik som idrottsman och utövade såväl cricket, tennis som terränglöpning. I skolans frivilliga skyttekår slutade han dessutom som "colour sergeant" vilket ungefär kan likställas vid fanjunkare. Hans militära karriär började emellertid i förhållandevis hög ålder. Han var medlem i skytteföreningen "Youngsbury Rifle Club", men jobbade från och med 1907 som kontorist för järnmalmsgrossisten Naylor, Benzon & Company Limited i London, där han fortfarande jobbade när första världskriget bröt ut och det verkade som om han skulle förbli civil.

### Värvning och första världskriget

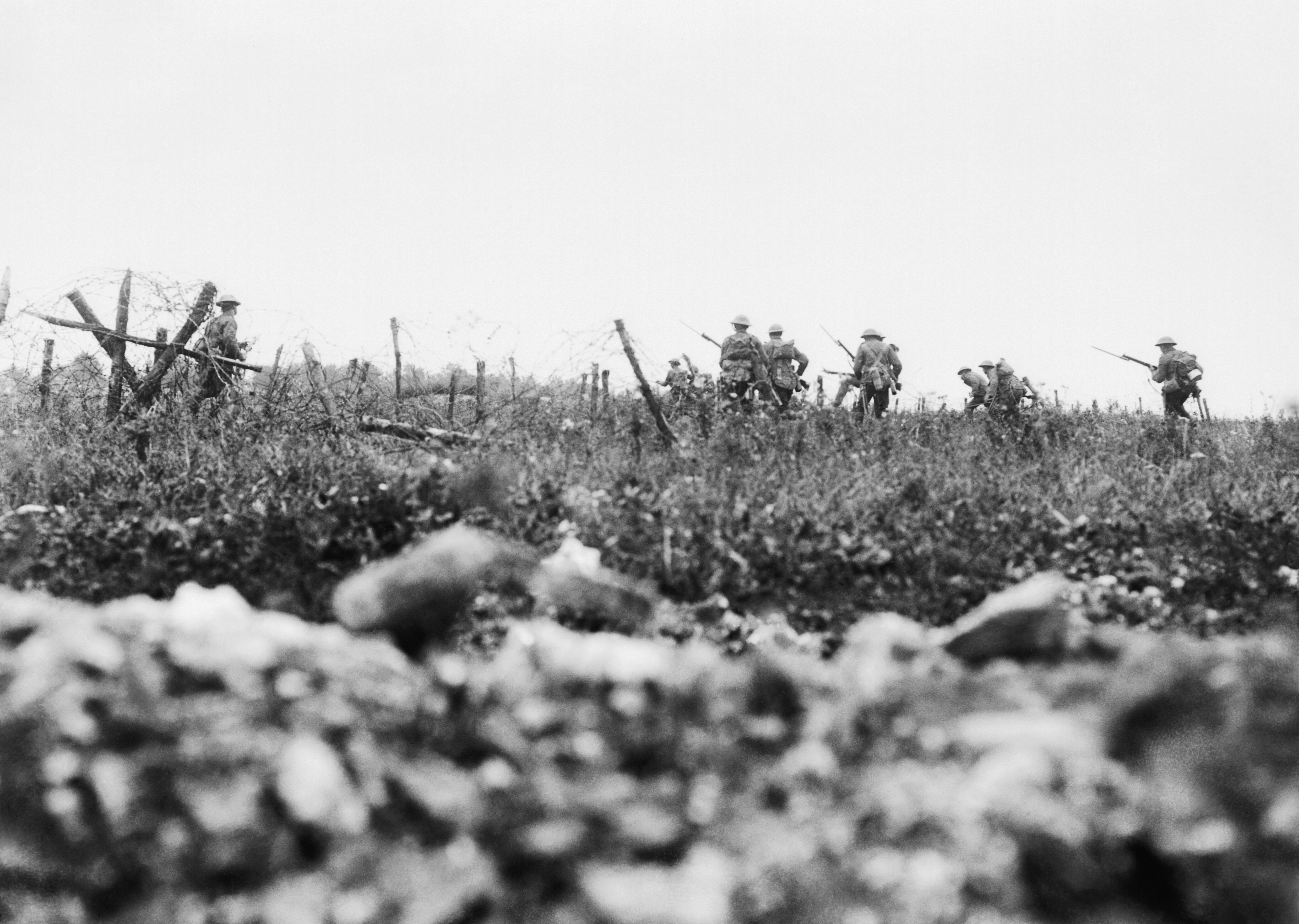
I närheten av Thiepval, 7 augusti 1916.

Vid 26 års ålder, under första världskrigets allra första dag, tog Percival värvning som menig i Officers' Training Corps vid Inns of Court. Han befordrades efter fem veckors grundutbildning till fänrik. Nästan en tredjedel av hans rekrytkolleger skulle vara döda vid krigets slut. I november utnämndes han till kapten. Följande år sändes Percival till Frankrike med den nyligen upprättade 7:e servicebataljonen vid Bedfordshire Regiment som blev en del av 54:e brigaden, 18:e östra divisionen i februari 1915. Under första dagen av slaget vid Somme (1 juli 1916) lyckades Percival komma undan oskadd men i september ådrog han sig fyra skador när en granatkartesch exploderade då han ledde sitt kompani i anfallet mot Schwaben Redoubt, vid ruinerna av byn Thiepval. För denna insats tilldelades han Military Cross.
I oktober 1916 tog Percival befattning som kapten vid Essex Regiment, medan han tillfrisknade från sina skador på sjukhus. Senare utnämndes han till tillfällig major vid sitt ursprungliga regemente. År 1917 blev han bataljonsbefälhavare med en tillfällig grad av överstelöjtnant. Under Tysklands våroffensiv ledde Percival en motattack som räddade ett franskt artilleriförband från att bli tillfångatagna och tilldelades för detta den franska utmärkelsen Croix de Guerre. Under en kort tid i maj 1918 var han befälhavare över 54:e brigaden. Han blev befordrad till titulärmajor, och tilldelades Distinguished Service Order med en motivering som påpekade hans "befälsförmåga och taktikkunskap". Han avslutade kriget som respekterad soldat och beskrevs som "mycket effektiv" och rekommenderades för krigshögskola.

## Mellankrigstiden

### Ryssland
Percivals studier försenades år 1919 då han bestämde sig för att anmälda sig som frivillig för tjänstgöring med Archangelskkommandot ur det brittiska militära insatsen under det nordryska fälttåget i Ryska inbördeskriget. I egenskap av näst högsta befäl för 45:e kungliga fysiljärerna förskaffade han sig ett medaljspänne till sin DSO i augusti, då 400 bolsjeviker tillfångatogs under hans attack i Gorodokoperationen längs floden Dvina. Motivering löd:
Han ledde Gorodok-kolonnen den 9-10 augusti 1919 med stor tapperhet och skicklighet, och på grund av framgången för denna kolonn kunde styrkorna på den högra stranden av Dvina erövra alla sina mål. Under fiendens motattack från Selmenga på Gorodok hanterade han sina män utmärkt. Fienden slogs tillbaka med stora förluster, vilket lämnade 400 fångar i våra händer.

### Irland
År 1920 tjänstgjorde Percival på Irland då han stred mot Irländska republikanska armén (IRA) under Irländska frihetskriget. Där var han kompanibefäl och senare underrättelseofficer i 1:a bataljonen av Essex Regiment i Kinsale, Cork. 
Percival var en framgångsrik bekämpare av IRA:s gerillakrigföring. Han anklagades av fienden, bland annat av IRA-ledaren Tom Barry, för brutalitet. Dennes allmänna tillförlitlighet emellertid har ifrågasatts av både kollegor och historiker, även sådana analyser också själva varit föremål för många kontroverser. Om Percival, hans "bittraste fiende", hävdade Barry: "Den här officeren var utan tvekan den mest seglivade antiirländaren av de brittiska officerarna. Han var outtröttlig i sina försök att förstöra folkets humör." En av Michael Collins levnadstecknare skildrar en liknande anklagelse att Percival "hade en vana att köra omkring på landsbygden på morgonen i ett öppen bil så att han kunde 'skjuta mot bönder som arbetade på fälten'."
Efter mordet på en polisinspektör ur Royal Irish Constabulary utanför Bandon Church i juli 1920 tillfångatog Percival befälhavaren ur IRA:s West Cork Brigade, Tom Hales och brigadens kvartersmästare Patrick Harte och mottog då Brittiska Imperieorden. Anklagelser att dessa två och andra fångar hade blivit misshandlade i häktet, precis som andra gjort mot Percivals motståndsenhet, har inte styrkts. Den irländska historikern Meda Ryan skildrar ett sådant påstående att Hales och Harte "avkläddes, drogs efter en lastbil i flera kilometer, deras hår drogs loss och deras naglar drogs bort med tång." Harte överfördes till ett mentalsjukhus och förblev sinnessjuk till sin död några år senare. Percival kunde dock inte tillfångata Barry, som senare hävdade att han hade häktats, men intet ont anande blivit släppt.
IRA utfärdade £1 000 i skottpengar på Percivals huvud då man anklagade honom som ansvarig för den så kallade "Essex Battalion Torture Squad". Ett första lönnmordsförsök utfört av Barry i Bandon misslyckades endast på grund av att Percival brutit sin dagliga middagsrutin. Ett andra försök skulle genomföras i London i mars 1921, men förövarna tvingades istället fly från Liverpool Street station då polisen fick reda på deras planer. Tillbaka på Irland ledde Percival en räd som dödade en av lönnmördarna.
Under sin tid på Irland gjorde Bernard Montgomery sig bekant med Percival som tjänstgjorde i samma brigad och de brevväxlade om sina erfarenheter i kriget. David Lloyd George och Winston Churchill mötte också Percival 1921 då han hade kallats in som expertvittne under en utredning om irländska frihetskriget.

### Stabsofficer
Percival gick på stabsskolan Staff College, Camberley från 1923 till 1924 som då var under general Edmund Ironsides befäl. Där läste han under J.F.C. Fuller, en av de få sympatiska läsare av hans bok, The War in Malaya, tjugofem år senare. Han imponerade sina instruktörer, som av åtta studenter valde ut honom för påskyndad befordran, och sina studiekamrater som beundrade hans cricketfärdigheter. Efter tjänst som major vid Cheshire Regiment tillbringade han fyra år med Nigeria Regiment av Royal West African Frontier Force i Västafrika som stabsofficer. Han befordrades till titulär överstelöjtnant 1929.

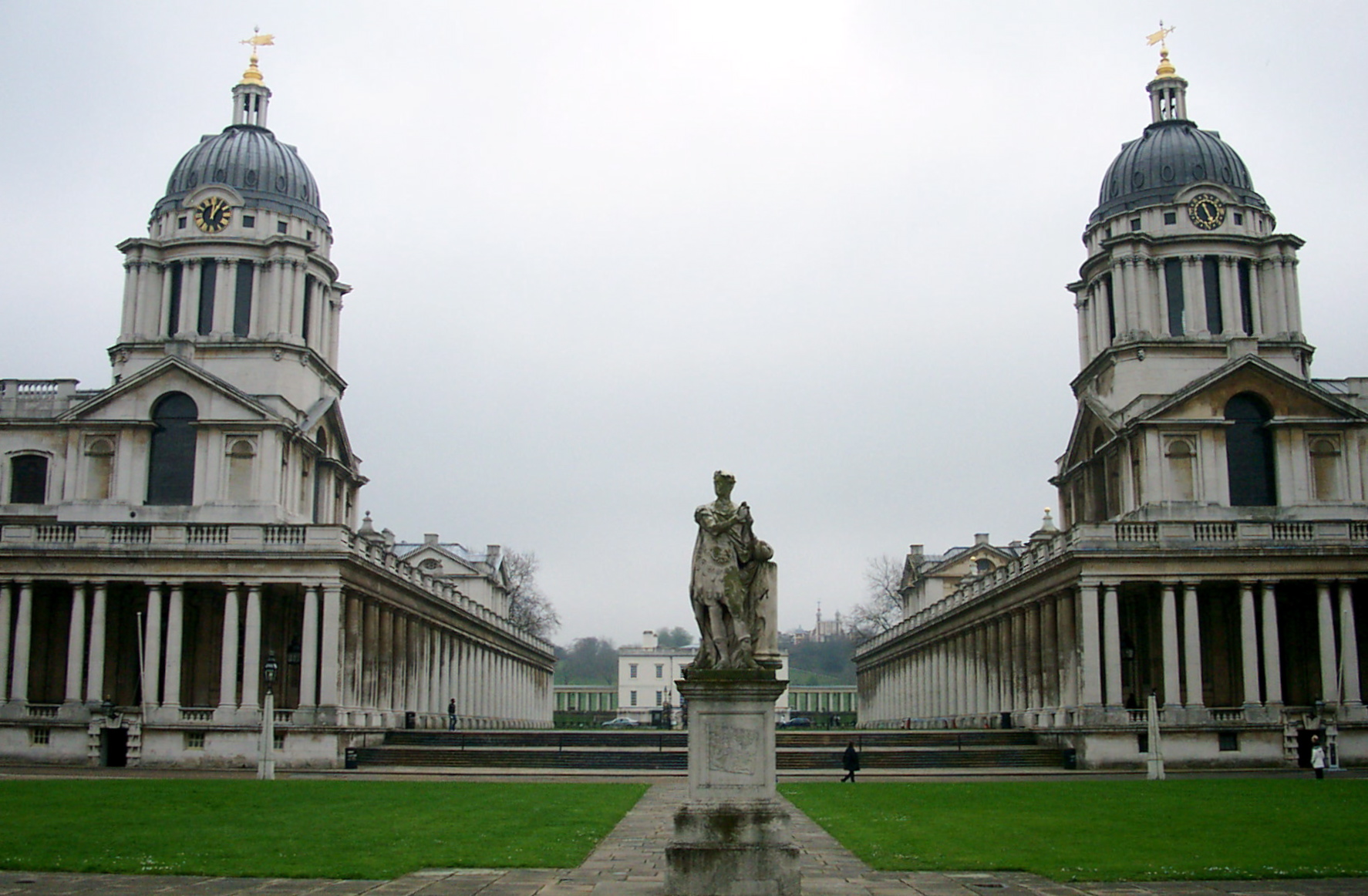
Royal Naval College, där Percival studerade år 1930.

År 1930 studerade Percival vid Royal Naval College, Greenwich. Från 1931 till 1932 var han generalsstabsofficer av andra graden, en instruktör vid stabsskolan. Akademikommendanten general Sir John Dill blev Percivals mentor under de kommande tio åren och säkerställde sin skyddslings framsteg. Dill betraktade Percival som en lovande officer och skrev att "han har en enastående förmåga, bred militär kunskap, gott omdöme och är en mycket snabb och noggrann arbetare" men lade till att "han har inte en helt och hållet imponerande närvaro och man kan därför inte, vid ett första möte med honom, uppskatta hans värde". Med Dills stöd utsågs Percival att föra befäl över andra bataljonen av Cheshire Regiment från 1932 till 1936, till en början på Malta. År 1935 studerade han på Imperial Defence College. 
Percival utnämndes till överste i mars 1936, och till 1938 var han generalstabsofficer av första graden i Malaya, stabschefs åt general Dobbie som var General Officer Commanding i Malaya. Under den här tiden insåg han att Singapore inte längre var en isolerad fästning. Han bedömde en möjlig japansk landsstigning i Thailand som ett "inbrott i Malaya via bakdörren" och genomförde en utvärdering av möjligheten att Singapore skulle bli attackerat från norr. Han meddelade detta till War Office i London och Percival kände senare att det liknade den plan som japanerna faktiskt verkställde 1941. Han stödde också Dobbies ej verkställda plan att bygga ett fast försvar i södra Johor. I mars 1938 återvände han till Storbritannien och befordrades (tillfälligt) till brigadgeneral vid generalstaben, Aldershots befälsområde.

## Andra världskriget

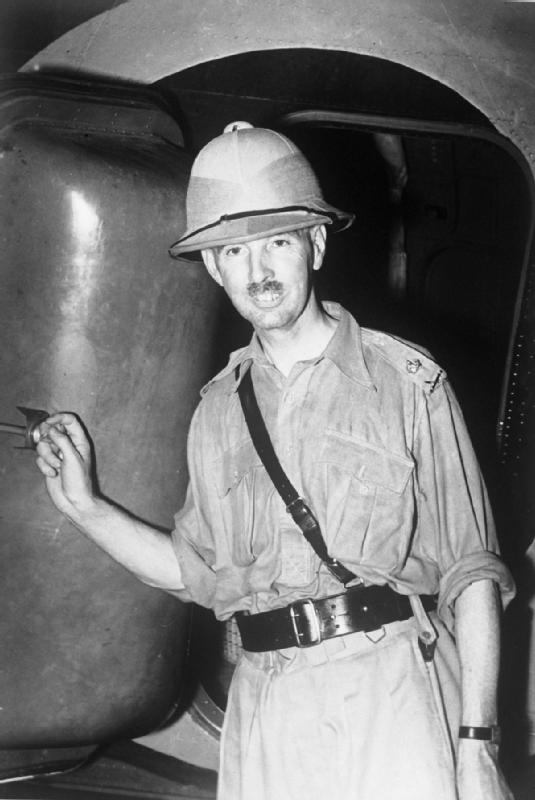
Generallöjtnant Percival anländer med flygplan i Singapore 1941 som ny General Officer Commanding Malaya.

Percival utnämndes till brigadgeneral i generalstaben, för första kåren, British Expeditionary Force, som leddes av general Dill från 1939 till 1940. Han befordrades sedan till ställföreträdande generalmajor, och i februari 1940 blev han för en kort tid General Officer Commanding i 43:e divisionen. Han utnämndes till biträdande chef för brittiska imperiets generalstab vid War Office 1940 men bad om förflyttning till en aktiv befälstjänst efter Dunkirk-evakueringen. Han gavs befälet över den 44:e infanteridivisionen och tillbringade nio månader med att organisera skyddet av den engelska kusten inför en eventuell kommande tysk invasion. Han utsågs till riddare av Bathorden (CB) år 1941.

### Percivals tidiga hypotes kring Singapores fall
År 1936 gjorde generalmajor William Dobbie, då General Officer Commanding (Malaya), en utredning för att ta reda på om fler trupper krävdes på Malayas fastland för att förebygga möjligheten att Japan landsteg och erövrade baser för en attack mot Singapore. Percival, då stabschefsofficer, fick i uppdrag att utarbeta en taktisk bedömning över var den japanska attacken med största sannolikhet skulle ske. I slutet av 1937 bekräftade den taktiska uppskattningen vederbörligen att norra Malaya skulle kunna bli det kritiska slagfältet. Japanerna skulle med största sannolikhet erövra östkustens landsättningsplatser i Thailand och Malaya för att kunna erövra flygplatser och uppnå överlägsenhet i luftrummet. Detta kunde vara förspelet för fortsatta japanska landsstigningar i Johor för att störa kommunikationer norrut och konstruera en annan huvudbas på norra Borneo. Från norra Borneo kunde sedan de sista sjö- och luftangreppen ske mot östra Singapore - mot Changiområdet.

### General Officer Commanding (Malaya)
I maj 1941 befordrades Percival till tillförordnad generallöjtnant, och utsågs till General Officer Commanding (GOC) Malaya. Det var en betydelsefull befordran för honom då han aldrig hade lett en armékår. Han lämnade Storbritannien i ett sjöflygplan av typ Short Sunderland och begav sig ut på en mödosam tvåveckors etappvis flygning via Gibraltar, Malta, Alexandria (där han blev försenad på grund av det anglo-irakiska kriget), Basra, Karachi och Rangoon där han möttes av en RAF-transport.
Percival hade delade känslor inför sitt uppdrag och noterade att "genom att åka till Malaya insåg jag den dubbla risken, antingen för att hamna i en inaktiv kommendering i flera år om kriget inte bröt ut i öst eller, om den gjorde det, att själv hamna i ett besvärligt arbete med de bristfälliga trupper som vanligtvis återfinns i de avlägsna delarna av vårt imperium i början av ett krig."
I stora delar av mellankrigstiden hade Storbritanniens försvarsplan för Malaya legat centrerad kring den flotta som Royal Navy hade skickat till den nybyggda flottbasen i Singapore. Följaktligen var det arméns uppgift att försvara Singapore och södra Johor. Då den här planen ansågs lämplig när den närmaste japanska basen låg 270 mil därifrån, hade krigets utbrott i Europa, kombinerat med den till viss del japanska ockupationen av norra Franska Indokina och undertecknandet av Tremaktspakten i september 1940, tydligt visat svårigheten av ett sjöbaserat försvar. Istället föreslogs det att man skulle använda sig av RAF för att försvara Malaya, åtminstone tills förstärkningar kunde sändas från Storbritannien. Detta ledde till byggandet av flygfält i norra Malaya och längs den östra kusten samt utspridningen av tillgängliga arméförband kring halvön för att skydda dem.
Vid ankomsten satte Percival sin oerfarna armé i träning. Hans indiska trupper var särskilt otränade eftersom deras mest erfarna officerare hade dragits tillbaka för att stödja bildandet av nya förband för den expanderande indiska armén. Han fick förlita sig på kommersiella flygplan eller det frivilliga flygvapnet för att täcka bristen på RAF-plan, och reste runt halvön och uppmuntrade byggandet av försvarsställningar runt Jitra. En utbildningshandbok, godkänd av Percival, Taktiska anvisningar om Malaya, skickades ut till alla förband.
I juli 1941, då japanerna ockuperade södra Indokina, åberopade Storbritannien, USA och Nederländerna ekonomiska sanktioner mot Japan, frös ekonomiska tillgångar och skar av Japan från sina lager av olja, tenn och gummi. Detta försatte Japan i en ohållbar situation på grund av dess samtida inblandning i Kina. Både den japanska flottan och armén mobiliserades men för tillfället rådde nu ett osäkert kallt krigstillstånd. Förstärkningar från Brittiska samväldet fortsatte att trilla in i Malaya och den 2 december anlände slagskeppet HMS Prince of Wales och slagkryssaren HMS Repulse, eskorterade av fyra jagare, till Singapore. Det var första gången som en flottstyrka hade baserats där. Följande dag stod konteramiral Spooner som middagsvärd för den nyligen anlända befälhavaren av Eastern Fleet, amiral Thomas Phillips och Percival.

## Japanska attacken och den brittiska kapitulationen

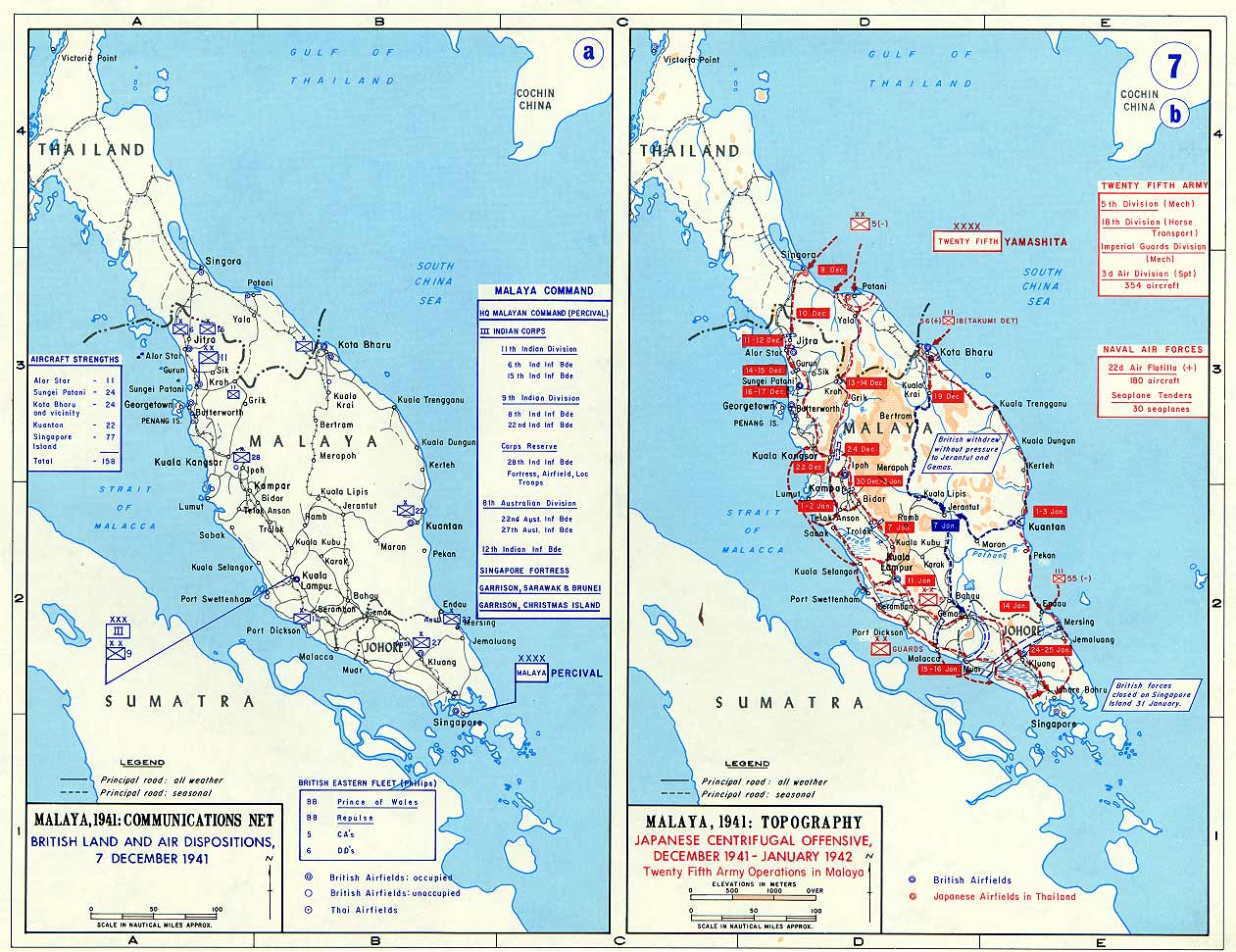
Malaya-kommandot och den japanska invasionen.

Den 8 december 1941 landsteg den japanska 25:e armén under generallöjtnant Tomoyuki Yamashitas befäl på Malackahalvön (en timme före attacken mot Pearl Harbor; datumskillnaden beror på att de två platserna ligger på var sin sida om datumgränsen). Samma natt anlände den första japanska invasionsstyrkan vid Kota Bharu på Malayas östkust. Detta var bara en avledningsstyrka då den huvudsakliga landstigningen skedde vid Songkhla och Pattani på Thailands östkust dagen efter, med trupper som snabbt spred sig över gränsen till norra Malaya.
Den 10 december utfärdade Percival en gripande, om än ineffektiv, Special Order of the Day:
I denna prövningens stund, uppmanar General Officer Commanding alla led i Malaya-kommandot, till en beslutsam och ihärdig ansträngning för att skydda Malaya och de angränsande brittiska territorierna. Imperiets ögon är över oss. Hela vår position i Fjärran östern står på spel. Kampen kan bli lång och bister, men låt oss alla besluta oss om att stå fast vad som än händer, och visa oss värdiga det stora förtroende som har placerats över oss.

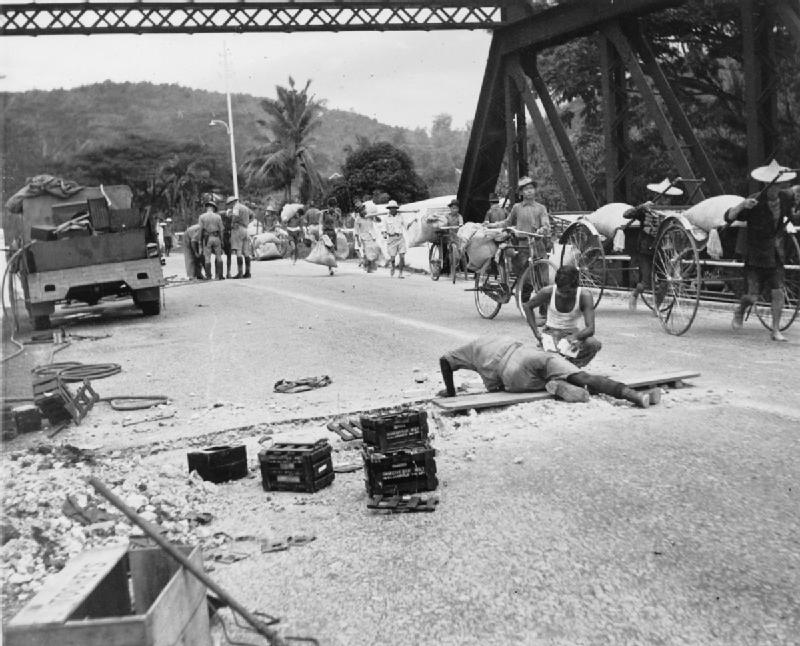
Royal Engineers förbereder sprängning av en bro under reträtt.

Japanerna avancerade snabbt och den 27 januari 1942 gav Percival ordern om en allmän reträtt över Johoresundet till ön Singapore och organiserade ett försvar längst öns 11 mil långa kust. Japanerna dröjde inte, och den 8 februari landsteg de på den nordvästra sidan av ön Singapore. Efter en veckas strid på ön höll Percival sin sista överläggning klockan nio på morgonen den 15 februari i sin bunker vid Fort Canning. Japanerna hade redan ockuperat ungefär halva Singapore och det stod klart att ön snart skulle falla. Efter att ha fått veta att ammunition och vatten skulle ta slut dagen efter gick Percival med på att kapitulera. Vid den här tidpunkten började japanerna få slut på artillerigranater men det var något som Percival inte visste om.
Japanerna insisterade på att Percival själv skulle marschera under vit flagg till den gamla Ford Motor-fabriken vid Bukit Timah för att förhandla om kapitulationen. En japansk officer på plats noterade att han såg "blek, mager och trött" ut. Efter en kort oenighet då Percival insisterade på att behålla 1 000 brittiska soldater med vapen i Singapore för att bevara ordning, vilket Yamashita slutligen beviljade, bestämdes det klockan 18:10 att soldater ur brittiska imperiet skulle lägga ner sina vapen och upphöra motståndet klockan halv nio på kvällen. Detta gjordes trots premiärminister Winston Churchills instruktioner om fortsatt motstånd. Stillahavskriget var nu bara 10 veckor gammalt.
En allmän uppfattning är att 138 708 allierade gav upp eller dödades av mindre än 30 000 japaner. Den tidigare siffran inkluderar dock nästan 50 000 tillfångatagna eller döda soldater under slaget vid Malaya och kanske 15 000 basstationerade. Många av de andra trupperna var trötta och dåligt utrustade efter reträtten från Malackahalvön. Den senare siffran understryker dock bara de tillgängliga soldaterna vid fronten vid invasionen av Singapore. Brittiska imperiets förluster sedan den 8 december uppgick till 7 500 döda och 11 000 skadade. De japanska förlusterna uppgick totalt till runt 3 500 döda och 6 100 skadade.

### Skuld för Singapores fall

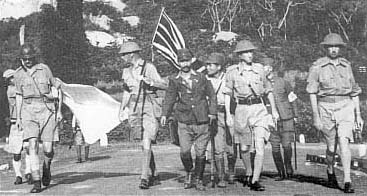
Generallöjtnant Percival ledd av japanska officerare, marscherar under vit flagg för att förhandla de allierade truppernas kapitulation i Singapore den 15 februari 1942. Det var den största kapitulationen av brittiska trupper någonsin.

Churchill såg Singapores fall som "den värsta katastrofen och största kapitulationen i brittisk historia." Dock hade britternas försvar i Mellanöstern och Sovjetunionen prioriterats högre vad gällande fördelningen av manskap och material, så löftet om 300 till 500 flygplan till flygvapnet uppfylldes aldrig, och då japanerna invaderade med över 200 stridsvagnar hade britterna inte en enda. Faktum är att Churchill själv hade dirigerat om cirka 350 stridsvagnar av äldre modell från Malaya till Sovjetunionen efter den tyska invasionen, som en uppvisning i god tro mellan allierade. Deras närvaro kunde mycket väl ha vänt stridsförloppet.
År 1918 beskrevs Percival som "en tunn, mjukt talade man... med ett beprövat rykte om tapperhet och organisatoriska befogenheter" men 1945 hade den här beskrivningen vänt och till och med Percivals försvarare beskrev honom som "något av ett fiasko". Singapores fall ändrade Percivals rykte till vad som beskrevs som en ineffektiv "stabskille" som saknade hänsynslöshet och aggression, även om få tvivlade på att han var en modig och beslutsam officer. Över 180 cm lång och gänglig med klippt mustasch, och med två utstående tänder, gjorde sig Percival inte bra på bild, och blev därför ett lätt mål för karikatyrtecknare där han beskrevs som "lång, lätt byggd med hästtänder". Det fanns ingen tvekan om att hans presentation saknade effekt då "hans sätt var lågmält och han var en dålig offentlig talare med udd av läspning".

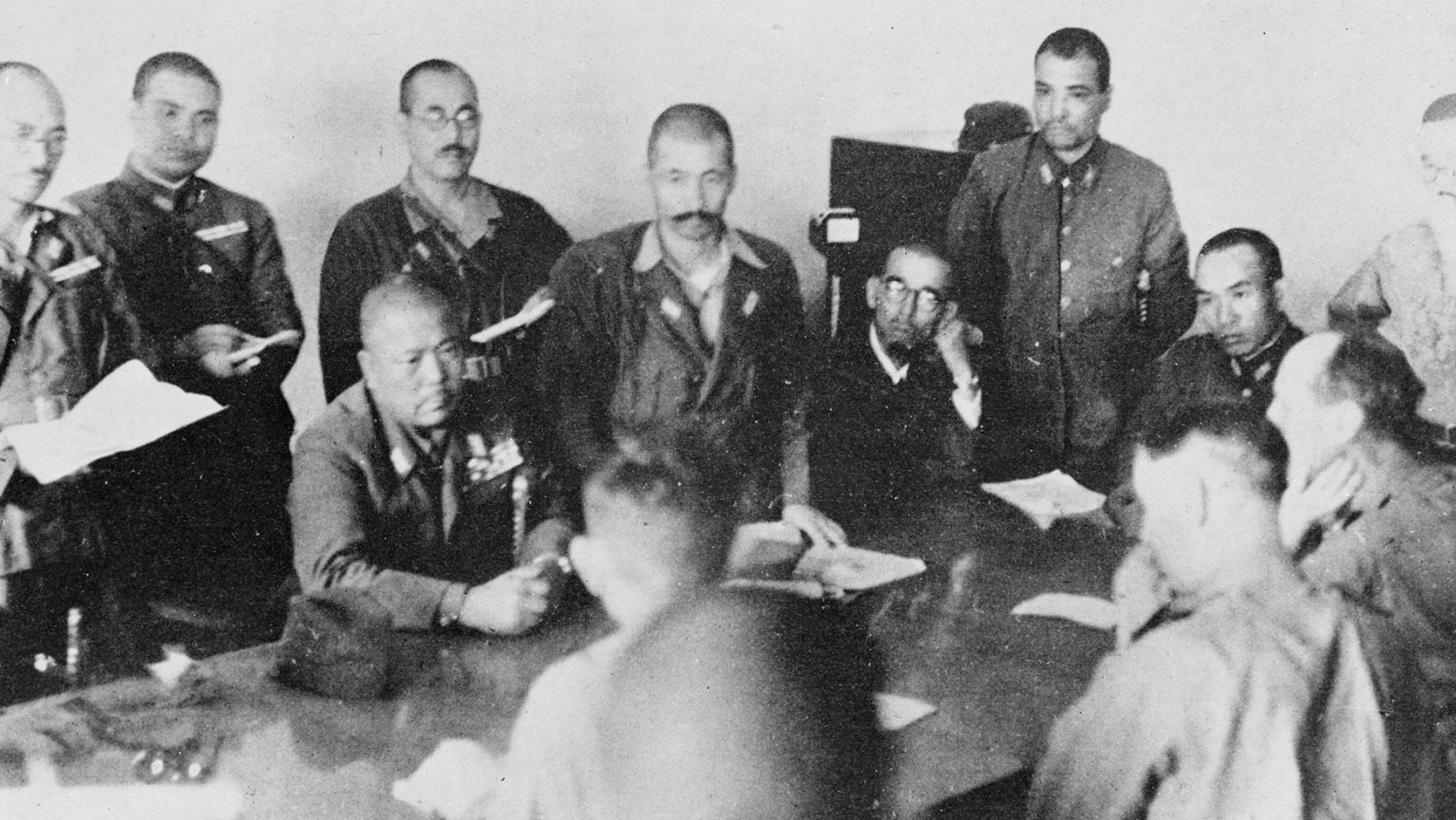
Generallöjtnant Yamashita (sittande i mitten) dunkar näven i bordet för att understryka sitt krav på ovillkorlig kapitulation. Generallöjtnant Percival sitter mellan sina officerare, den knutna handen för munnen.

Det har hävdats att Percivals kollegor bär en del av ansvaret för nederlaget. Air Chief Marshal Sir Robert Brooke-Popham, överbefälhavaren för British Far East Command avslog Percivals begäran att starta Operation Matador före den japanska landsstigningen i Thailand, för att inte riskera att provocera fram det kommande kriget. Brooke-Popham hade också ett rykte om sig att vara "förgången", somna i möten och inte argumenterat kraftfullt för flygförstärkningarna som behövdes för att försvara Malaya. Då amiral Tom Phillips utan tvekan var modig, ledde hans ledarskap av Force Z till hans död och förstörelse av den brittiska flottan den 10 december 1941, redan i början av fälttåget.
Andra antyder att regeringen i London skall beskyllas mer än någon av de brittiska befälhavarna i Fjärran östern. Trots upprepade förfrågningar tillhandahöll inte den brittiska regeringen de nödvändiga förstärkningarna och de nekade Brooke-Popham – och således Percival – tillstånd att resa in i neutrala Thailand innan det var för sent att sätta in ett försvar framåt.
Dessutom hade Percival problem med sina underlydande, Sir Lewis "Piggy" Heath, befälhavande för indiska 3:e kåren, och den fritänkande Gordon Bennett, befälhavande för den australiska 8:e divisionen. Den före detta officeren hade varit Percivals överordnade före sin utnämning till GOC (Malaya) och fann det svårt att tjänstgöra under honom. Bennett hade fullt förtroende för sina australiska trupper och sin egen förmåga, men stod inför blandade reaktioner i Australien i och med att han flydde från Singapore omedelbart efter kapitulationen.
Percival var ytterst ansvarig för de män som tjänstgjorde under honom, och han visade en vilja att ersätta dem vars prestationer han kände att inte höll måttet, såsom generalmajor David Murray-Lyon, befälhavare för den indiska 11:e infanteridivisionen. Hans största misstag var kanske att stå emot byggandet av fasta försvar i antingen Johore eller norra stranden av Singapore, öppet avfärda dem efter upprepade förfrågningar om byggstart från hans chefsingenjör, brigadgeneral Ivan Simson, med kommentaren "försvar är dåligt för moralen - både för soldater och civila". I samband med detta slösade Percival bort de potentiella fördelarna han kunde erhållit från de 6 000 ingenjörerna under hans befäl och kanske missade han sin bästa chans att möta faran som de japanska stridsvagnarna utgjorde.
Percival insisterade också på att försvara den nordöstra kusten av Singapore hårdast, i motsats till de råd som gavs av de allierades överbefälhavare i Sydostasien, general Archibald Wavell. Percival var kanske inställd på att hans främsta ansvar var att försvara Singapores örlogsbas. Han spred också sina styrkor tunt runt ön och höll några förband som en strategisk reserv. När den japanska attacken kom i väst, tog den australiska 22:a brigaden den värsta stöten av anfallet. Percival vägrade att förstärka dem då han fortsatte att tro att den största anfallet skulle ske i nordost.

### Fångenskap
Percival själv hölls fången en kort tid i Changifängelset, där "den besegrade GOC:n kunde ses sitta med huvudet i händerna, utanför de 'giftas kvarter' (engelska: married quarters) han nu delade med sju brigadgeneraler, en överste, hans ADC och kocksergeant. Han diskuterade känslor med få, tillbringade timmar med att gå runt det omfattande inhägnade området, grubblade på baksidan om vad som kunde ha varit". I tron att det skulle förbättra disciplinen, rekonstruerade han ett Malayakommado, komplett med tjänstetillsättningar och hjälpte uppehålla sin medfångar med föreläsningar om slaget om Frankrike.

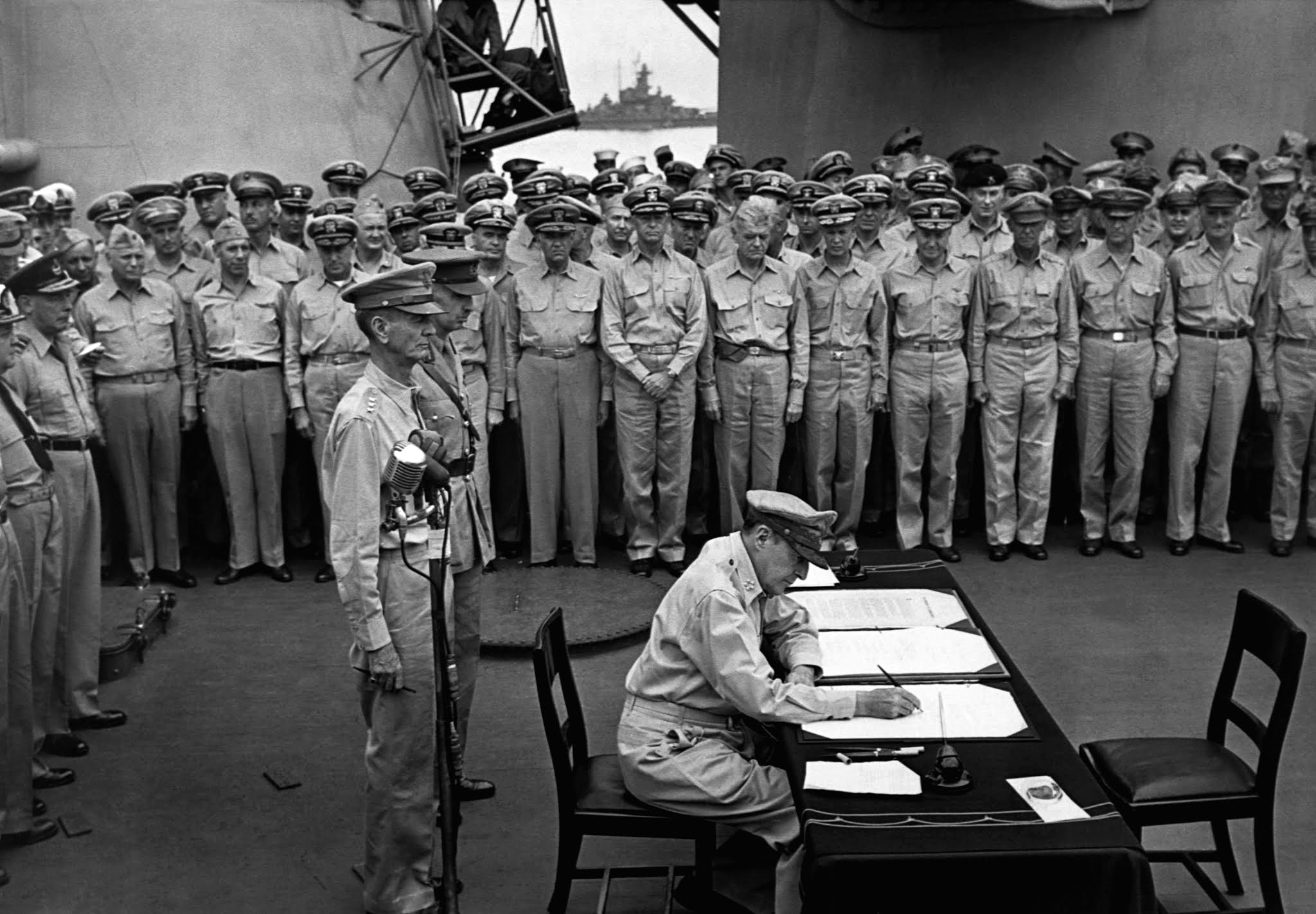
Undertecknandet av Japans kapitulation, MacArthur (sittande), bakom honom är generalerna Percival och Wainwright.

Tillsammans med andra ledande brittiska fångar med högre grad än överste flyttades Percival bort från Singapore i augusti 1942. Först var han fängslad på Formosa och skickas sedan vidare till Manchuriet där han hölls med tiotals andra viktiga fångar, däribland den amerikanska generalen Jonathan Wainwright, i ett krigsfångeläger nära Hsian, cirka 160 km nordost om Mukden.
När kriget gick mot sitt slut, tog ett OSS-team fångarna från Hsian. Percival togs då tillsammans med Wainwright för att stå omedelbart bakom general Douglas MacArthur när han bekräftade villkoren för Japans kapitulation ombord på USS Missouri i Tokyobukten den 2 september 1945. Därefter gav MacArthur Percival en penna han hade använt för att underteckna avtalet.
Percival och Wainwright återvände sedan tillsammans till Filippinerna för att där bevittna kapitulationen av den japanska armén, som i en ödets nyck leddes av general Yamashita. Yamashita var ett ögonblick förvånad över att se sin tidigare fånge vid ceremonin. Flaggan som bars av Percivals parti på väg till Bukit Timah var också ett bevis på detta omvända öde och flaggades när japanerna formellt överlämnade Singapore tillbaka till Lord Louis Mountbatten.

## Senare liv
Percival återvände till Storbritannien i september 1945 för att skriva sin rapport vid War Office men den reviderades av den brittiska regeringen och publicerades först 1948. Han pensionerade sig och lämnade armén 1946 med en hedersgrad av generallöjtnant men med pension som generalmajor vilken var den faktiska graden han hade. Därefter erhöll han poster inom grevskapet Hertfordshire där han bodde i Bullards i Widford: han var hedersöverste i 479:e (Hertfordshire Yeomanry) H.A.A. Regiment T.A. från 1949 till 1954 och höll posten som en av de vice Lordlöjtnanterna i Hertfordshire år 1951. Han höll fast vid sin anknytning till Cheshire Regiment, där han utsågs till överste för tiden mellan 1950 och 1955. Även hans son, brigadör James Percival, var överste vid regementet mellan 1992 och 1999.
Medan general Jonathan M. Wainwright hade blivit en allmän hjälte när han återvände till USA blev Percival nedvärderad för sitt ledarskap i Malaya, även av generallöjtnant Heath, hans dåvarande underordnade. Percivals memoarer, The War in Malaya (1949), gjorde inte mycket för att stoppa denna kritik, då det var en återhållsam redogörelse av fälttåget snarare än en egennyttig. Percival beviljades aldrig något adelskap, något som är ovanligt för en brittisk generallöjtnant.
Percival respekterades för den tid han tillbringade som japansk krigsfånge. Som livslång ordförande för Far East Prisoners of War Association (FEPOW) drev han på frågan om ersättning för sina medfångar, och hjälpte så småningom till att anskaffa en symbolisk summa på fem miljoner brittiska pund i frysta japanska tillgångar för detta ändamål. Detta fördelades av FEPOW:s välfärdsfond där Percival satt som ordförande. Han ledde protesterna mot filmen Bron över floden Kwai när den släpptes 1957, där han lyckades få ett tillägg i filmen där det sades att det var ett skönlitterärt verk. Han arbetade också som ordförande i Hertfordshire British Red Cross och utnämndes till Officer av Storbritanniska Johanniterorden 1964.
Percival avled vid 78 års ålder den 31 januari 1966 på King Edward VII:s Hospital for Officers i Westminster och begravdes i Hertfordshire. Leonard Wilson, tidigare biskop av Singapore, höll tal vid minnesstunden som hölls i St Martin-in-the-Fields.

### Familj
Den 27 juli 1927 gifte Percival sig med Margaret Elizabeth "Betty" MacGregor (som avled 1956) i Holy Trinity Brompton Church, West Brompton. Hon var dotter till Thomas MacGregor Greer of Tallylagan Manor, en protestantisk köpman från grevskapet Tyrone i Ulster. De hade träffats under hans tjänstgöringar på Irland och det hade tagit Percival flera år att fria. De fick två barn. En dotter, Dorinda Margery, föddes i Greenwich och blev Lady Dunleath. Alfred James MacGregor, deras son, föddes i Singapore och tjänstgjorde också i brittiska armén. Familjen var välbärgad och Percivals ägor vid tiden för sin död var värderat till £102 515, en ansenlig summa år 1966.